# Silvoiță
Silvoița (denumită și lictar sau pegmez) este un soi de magiun sau marmeladă păstoasă făcută din prune, fierte în ceaun sau căldare.
Silvoița sau „mierea prunelor” este un produs 100% natural, obținut exclusiv din prune, fără adaus de conservanți, zahăr sau altfel de îndulcitori.
Fierberea sa face în anumite cazuri la foc de lemne, în răcoarea nopții de toamnă și se amestecă continuu, cu ajutorul unei linguri de lemn sau a unui mecanism special, pentru ca prunele să nu se lipească de fundul ceaunului. Se fierbe timp îndelungat, astfel încât, la final, din 6 găleți de prune fără sâmburi, prin fierbere, să rezulte aproximativ una de silvoiță, denumită și silvoiz.
Rețeta de silvoiță își are originea în zona Ardealului.